# Astrid Lindgrens Stiftelse Solkattens stipendium
Astrid Lindgrens Stiftelse Solkattens stipendium eller Solkattens stipendium, är ett forskningsstipendium som utdelas årligen från  Astrid Lindgrens Stiftelse Solkatten till en svensk eller utländsk barnbokforskare. Stipendiets mål är «dels att bereda utländska forskare möjlighet att bedriva forskning i svensk eller nordisk barn- eller ungdomslitteratur, dels ge svenska barnlitteraturforskare möjlighet till studier i utlandet.» Stipendiet består av 25 000 kronor samt resebidrag om maximalt 15 000 kronor.

## Mottagare
- 2001 – Mia Österlund, Åbo Akademi, Finland
- 2002 – Anette Øster, Center for børnelitteratur, Århus, Danmark
- 2003 – Yvonne Pålsson, Umeå universitet
- 2007 – Stephanie Reinbold, Tübingens universitet, Tyskland
- 2009 – Sara Van den Bossche, Gents universitet, Belgien
- 2010 – Mary Ingemansson, Lunds universitet
- 2011 – Jaana Johanna Pesonen, Uleåborgs universitet, Finland
- 2013 – Anna Katrina M. Gutierrez, Macquarie University, Australien
- 2015 – Lydia Kokkola, Luleå tekniska universitet
- 2016 – Malin Alkestrand, Lunds universitet
- 2017 – Basmat Evan‐Zohar, Tel Avivs universitet, Israel
- 2018 – JoAnn Conrad, California State University, USA
- 2019 – Lisa Källström, Lunds universitet
- 2021 –  Sarah Mygind Aarhus universitet, Danmark
- 2022 – Peter Kostenniemi, Stockholms universitet, Sverige

### Fotnoter
1. ↑  ”Astrid Lindgrens Stiftelse Solkattens stipendium”. Sbi.se. Arkiverad från originalet den 18 januari 2014. https://web.archive.org/web/20140118034553/http://www.sbi.kb.se/sv/Utgivning-och-statistik/Priser-och-beloningar/Priser/Solkatten/. Läst 16 januari 2013.